# Campeonato Catarinense
Campeonato Catarinense - ligowe mistrzostwa brazylijskiego stanu Santa Catarina.

## Format
Divisão Principal
- Pierwszy etap

Liga złożona z 12 klubów podzielona jest na dwie grupy. Kluby grają w swoich grupach systemem każdy z każdym po jednym meczu.
- Drugi etap

Liga złożona z 12 klubów podzielona jest na dwie grupy. Kluby z jednej grupy grają z klubami drugiej grupy po jednym meczu.
- Trzeci etap

Po dwa najlepsze kluby z każdego etapu grają ze sobą systemem pucharowym ("przegrywający odpada") mecz i rewanż. Zwycięzca trzeciego etapu zostaje mistrzem stanu.

## Kluby
Divisão Principal
- Avaí Futebol Clube
- Brusque Futebol Clube
- Associação Chapecoense de Futebol
- Criciúma Esporte Clube
- Figueirense Futebol Clube
- Sociedade Esportiva, Recreativa e Cultural Guarani
- Clube Atlético Hermann Aichinger
- Joinville Esporte Clube
- Grêmio Esportivo Juventus
- Clube Náutico Marcílio Dias
- Clube Atlético Metropolitano
- Esporte Clube Próspera

Divisão Especial
- Joinville Esporte Clube
- Sociedade Desportiva Camboriuense
- Esporte Clube Próspera
- Videira

## Lista mistrzów
| Rok                                     | Mistrz                     | Wicemistrz             |
| Campeonato Catarinense                  | Campeonato Catarinense     | Campeonato Catarinense |
| --------------------------------------- | -------------------------- | ---------------------- |
| 1924                                    | Trabalhista                |                        |
| 1925                                    | Externato                  |                        |
| 1926                                    | Internato                  |                        |
| 1927                                    | Brasil                     |                        |
| 1928                                    | Brasil                     |                        |
| 1929                                    | Caxias                     | Adolfo Konder          |
| 1930                                    | Marcílio Dias              |                        |
| 1931                                    | Lauro Müller               | Caxias                 |
| 1932                                    | Figueirense                | Brasil                 |
| 1934                                    | Clube Atlético Catarinense | Iris                   |
| 1935                                    | Figueirense                | Iris                   |
| 1936                                    | Figueirense                | Iris                   |
| 1937                                    | Figueirense                | Caxias                 |
| 1938                                    | CIP                        | São Francisco          |
| 1939                                    | Figueirense                | Peri Ferroviário       |
| 1940                                    | Ypiranga                   |                        |
| 1941                                    | Figueirense                | Caxias                 |
| 1942                                    | América                    |                        |
| 1943                                    | América                    |                        |
| 1944                                    | Marcílio Dias              |                        |
| 1945                                    | Caxias                     |                        |
| 1947                                    | América                    |                        |
| 1948                                    | América                    | Paula Ramos            |
| 1949                                    | Olímpico                   |                        |
| 1950                                    | Carlos Renaux              | Figueirense            |
| 1951                                    | América                    |                        |
| 1952                                    | América                    | Carlos Renaux          |
| 1953                                    | Carlos Renaux              | América                |
| 1954                                    | Caxias                     | Ferroviário            |
| 1955                                    | Caxias                     |                        |
| 1956                                    | Operário                   |                        |
| 1957                                    | Hercílio Luz               | Carlos Renaux          |
| 1958                                    | Hercílio Luz               | Carlos Renaux          |
| 1959                                    | Paula Ramos                | Caxias                 |
| 1960                                    | Metropol                   | Marcílio Dias          |
| 1961                                    | Metropol                   | Marcílio Dias          |
| 1962                                    | Metropol                   | Marcílio Dias          |
| 1963                                    | Marcílio Dias              | Almirante Barroso      |
| 1964                                    | Olímpico                   | Internacional          |
| 1965                                    | Internacional              | Metropol               |
| 1966                                    | Perdigão                   | Comercial              |
| 1967                                    | Metropol                   | Marcílio Dias          |
| 1968                                    | Comerciário                | Caxias                 |
| 1969                                    | Metropol                   | América                |
| 1970                                    | Ferroviário                | Olímpico               |
| 1971                                    | América                    | Próspera               |
| 1972                                    | Figueirense                |                        |
| 1973                                    | Juventus                   |                        |
| 1974                                    | Figueirense                | Internacional          |
| 1975                                    | Figueirense                |                        |
| 1976                                    | Joinville                  | Juventus               |
| 1977                                    | Chapecoense                |                        |
| 1978                                    | Joinville                  | Chapecoense            |
| 1979                                    | Joinville                  | Figueirense            |
| 1980                                    | Joinville                  | Cricíuma               |
| 1981                                    | Joinville                  | Cricíuma               |
| 1982                                    | Joinville                  | Cricíuma               |
| 1983                                    | Joinville                  | Figueirense            |
| 1984                                    | Joinville                  | Figueirense            |
| 1985                                    | Joinville                  |                        |
| Campeonato Catarinense Primeira Divisão |                            |                        |
| 1986                                    | Criciúma                   | Marcílio Dias          |
| 1987                                    | Joinville                  | Criciúma               |
| 1988                                    | Blumenau                   |                        |
| 1989                                    | Criciúma                   | Joinville              |
| 1990                                    | Criciúma                   | Joinville              |
| 1991                                    | Criciúma                   | Chapecoense            |
| 1992                                    | Brusque                    |                        |
| 1993                                    | Criciúma                   | Figueirense            |
| 1994                                    | Figueirense                | Criciúma               |
| 1995                                    | Criciúma                   | Chapecoense            |
| 1996                                    | Chapecoense                | Joinville              |
| 1997                                    | Tubarão                    |                        |
| 1998                                    | Criciúma                   | Tubarão                |
| 1999                                    | Figueirense                |                        |
| 2000                                    | Joinville                  | Marcílio Dias          |
| 2001                                    | Joinville                  | Criciúma               |
| 2002                                    | Figueirense                | Criciúma               |
| 2003                                    | Figueirense                | Caxias                 |
| Série A1                                |                            |                        |
| 2004                                    | Figueirense                | Hermann Aichinger      |
| 2005                                    | Criciúma                   | Hermann Aichinger      |
| Divisão Principal                       |                            |                        |
| 2006                                    | Figueirense                | Joinville              |
| 2007                                    | Chapecoense                | Criciúma               |
| 2008                                    | Figueirense                | Criciúma               |
| 2009                                    | Chapecoense                |                        |
| 2010                                    | Joinville                  |                        |
| 2011                                    | Chapecoense                | Criciúma               |
| 2012                                    | Figueirense                |                        |
| 2013                                    | Criciúma                   | Chapecoense            |

### Kluby według tytułów
- 16 - Avaí FC
- 15 - Figueirense
- 12 - Joinville
- 10 - Criciúma
- 5 - América and Metropol
- 4 - Caxias and Chapecoense
- 2 - Carlos Renaux, Hercílio luz and Olímpico
- 1 - Atlético Catarinense, Brusque, CIP, Comerciário, Externato, Ferroviário, Internacional de Lages, Lauro Müller, Marcílio Dias, Operário, Paula Ramos, Perdigão and Ypiranga